# Natalja Lavrova
Natalja Aleksandrovna Lavrova (ryska: Наталья Александровна Лаврова), född den 4 augusti 1984 i Penza, Ryssland, död 23 april 2010 i Krivozerje, Ryssland, var en rysk gymnast.
Hon tog OS-guld i rytmisk gymnastik för trupper i samband med de olympiska gymnastiktävlingarna 2004 i Aten.